# Wörthersee Stadion
O Wörthersee Stadion, até 2010 conhecido como Hypo Arena, e um estádio de futebol na cidade de Klagenfurt, capital da província austríaco Caríntia. Tem 32.000 lugares. O estádio foi construído entre 2006 e 2007 para o Campeonato Europeu de Futebol de 2008.
De 2007 até da sua falência em 2010 o clube SK Austria Kärnten mandou os seus jogos na primeira divisão no Wörtherseestadion. Depois o clube da terceira divisão SK Austria Klagenfurt,  mudou no estádio. Desde 2015 o clube joga na segunda divisão nacional.
Em 2010 o estádio foi o sede do final da Copa da Áustria onde o SK Sturm Graz derrotado o SC Wiener Neustadt 1×0.

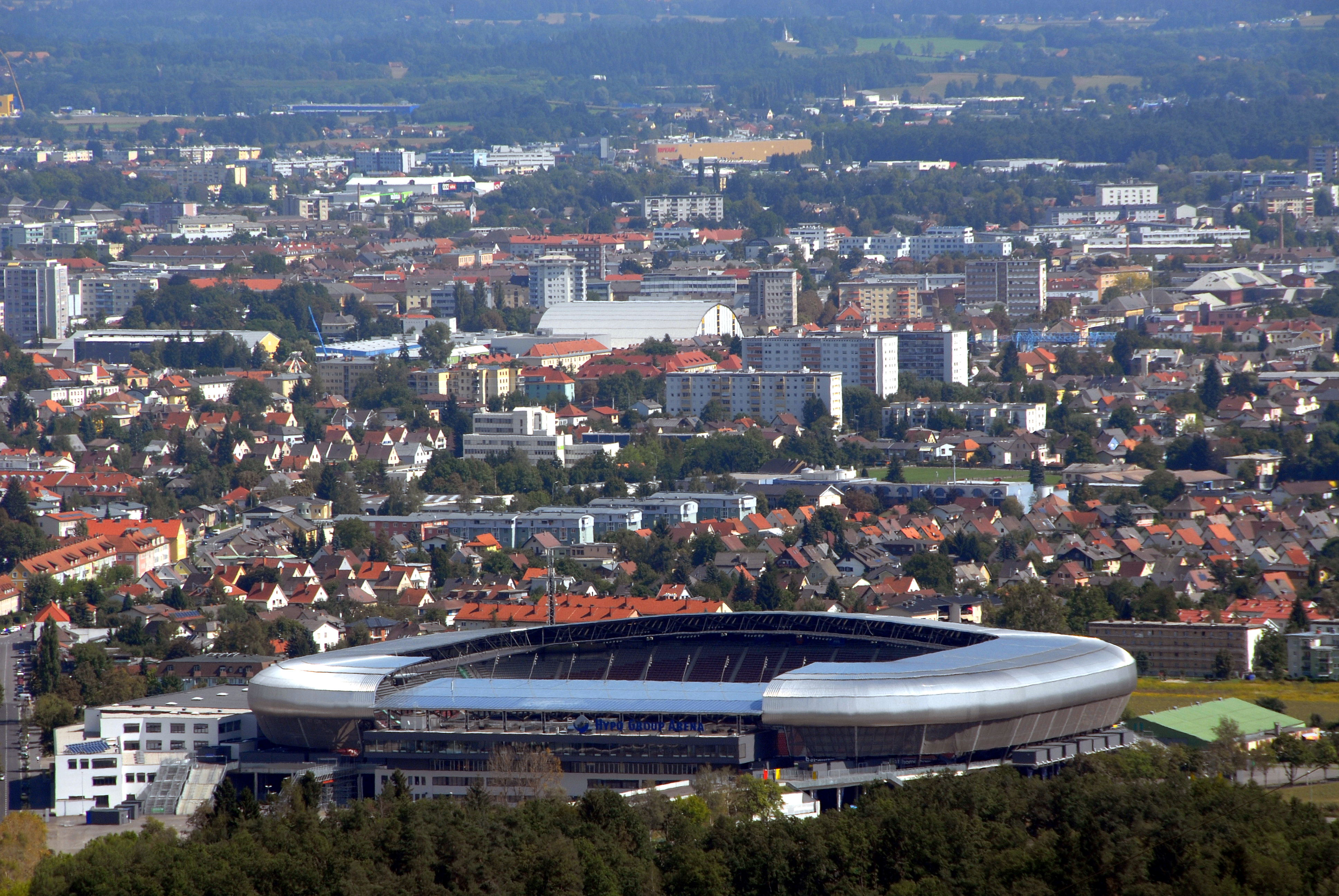
Vista geral, 2008
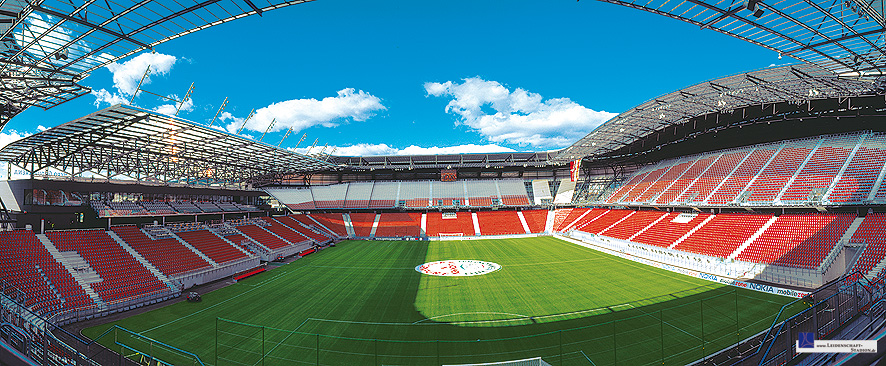
O estádio em 2008
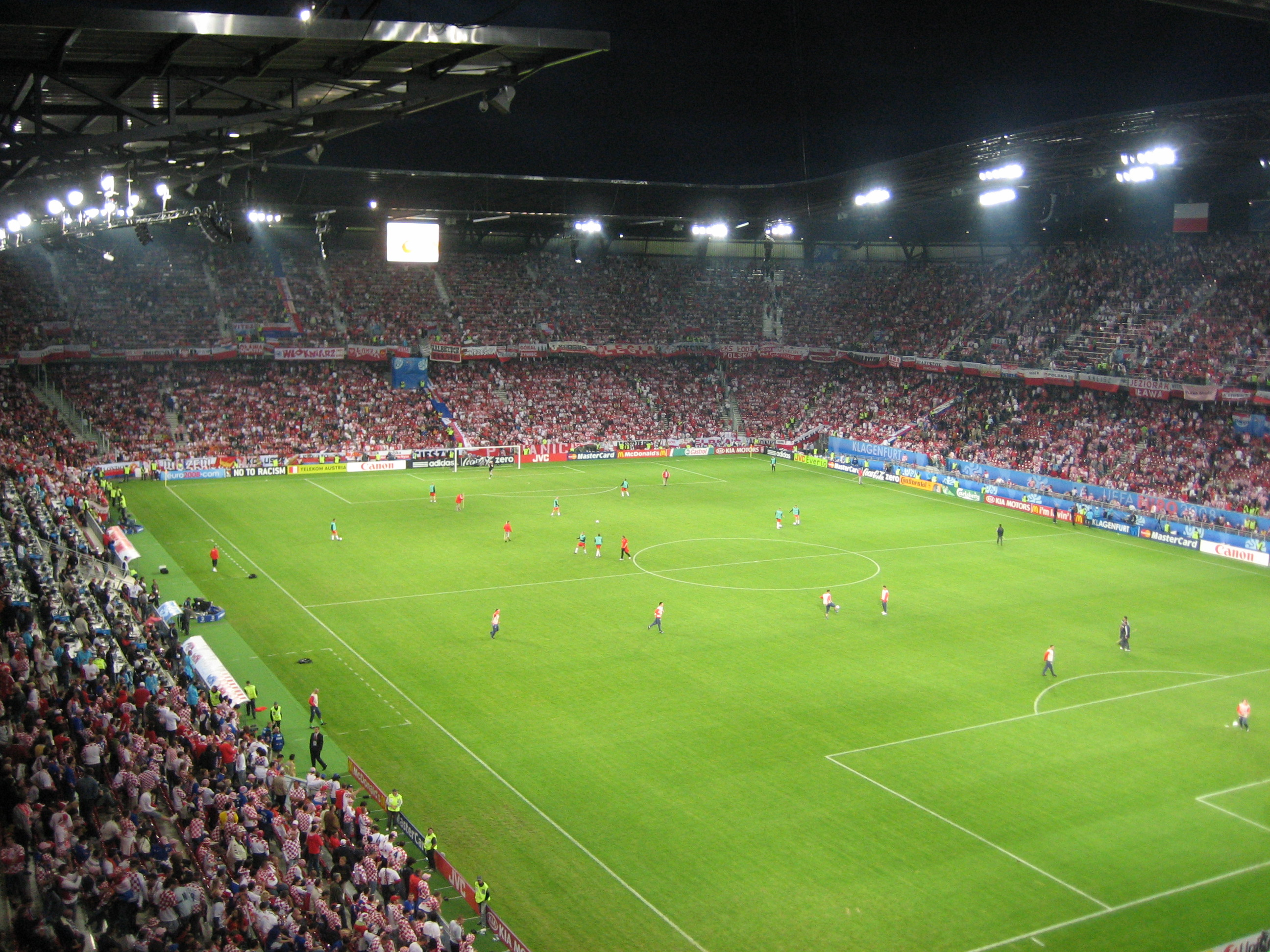
Euro 2008: Polônia - Croacia.
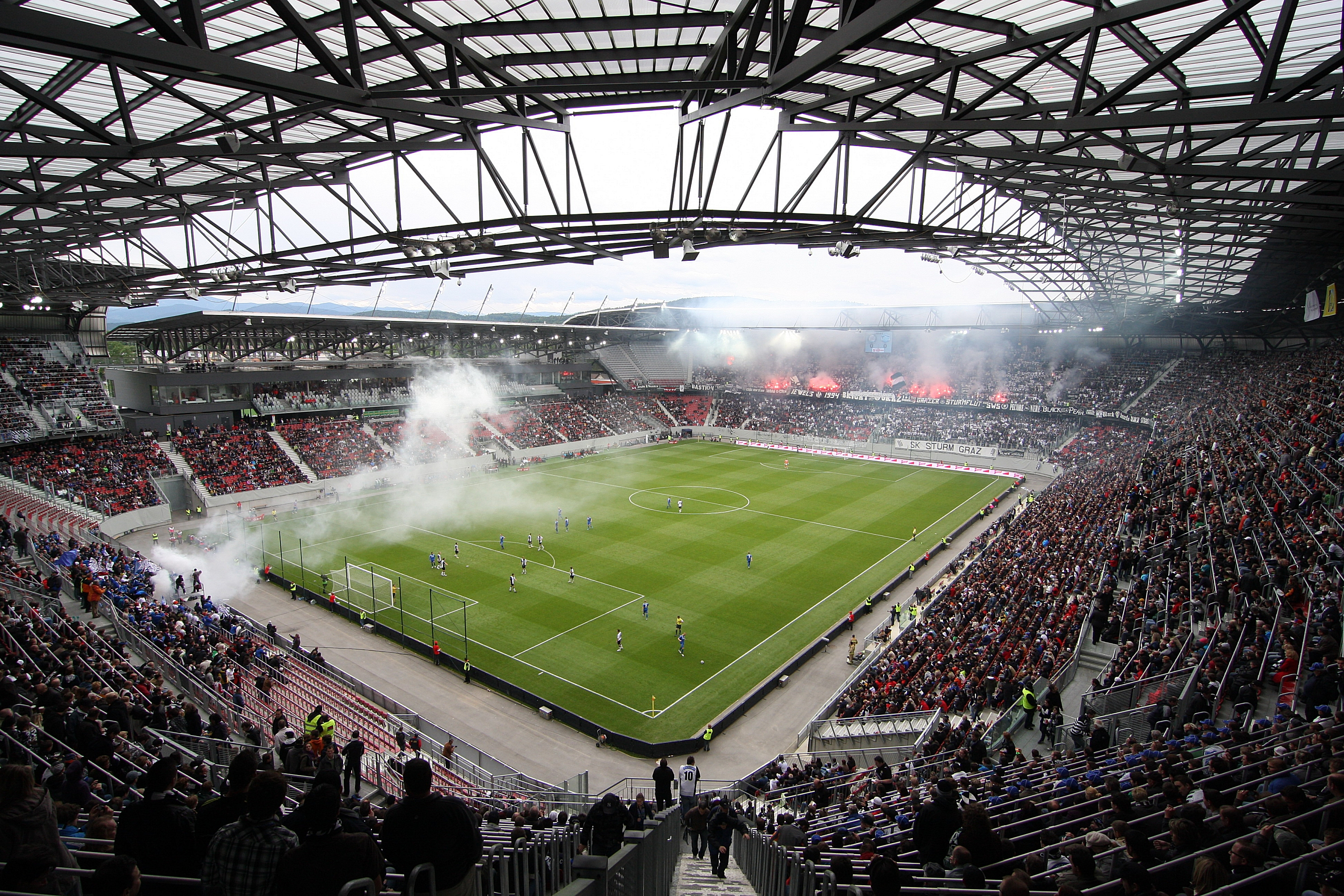
Final da Copa da Áustria de 2010

- Wörthersee Stadion – Sportpark Klagenfurt (sitio oficial)